# Distretto di Minamiakita
Il distretto di Minamiakita (南秋田郡, Minamiakita-gun?) è uno dei distretti della prefettura di Akita, in Giappone.
Attualmente fanno parte del distretto i comuni di Gojōme, Hachirōgata, Ikawa e Ōgata.
| Controllo di autorità | VIAF (EN) 147766399 · J9U (EN, HE) 987007564463105171 · NDL (EN, JA) 00412779 |